# 埃及湖-萊托 (佛羅里達州)
埃及湖-萊托（英語：Egypt Lake-Leto）是位於美國佛羅里達州希爾斯波羅縣的一個人口普查指定地區。

## 地理
埃及湖-萊托的座標為28°00′55″N 82°30′26″W / 28.01528°N 82.50722°W，而該地最高點為海拔高度13米（即43英尺）。

## 人口
根據2010年美國人口普查的數據，埃及湖-萊托的面積為16.10平方千米，當中陸地面積為15.30平方千米，而水域面積為0.80平方千米。當地共有人口35282人，而人口密度為每平方千米2,191人。